# 2025 en cyclisme
| Années du cyclisme : 2022 - 2023 - 2024 - 2025 - 2026 - 2027 - 2028    |
| Décennies du cyclisme : 1990 - 2000 - 2010 - 2020 - 2030 - 2040 - 2050 |

Cet article présente les faits majeurs de l’année 2025 en cyclisme.

## Événements

### Janvier
- 21-26 :  Tour Down Under (2.UWT)
  -   Jhonatan Narváez
  -   Noemi Rüegg
- 31 :  Championnats du monde de cyclo-cross
  -   Mathieu van der Poel
  -   Fem van Empel

### Février
- 02 :  Cadel Evans GORR (1.UWT)
  -   Mauro Schmid
  -   Ally Wollaston
- 17-23 :  Tour des Émirats Arabes Unis (2.UWT)
  -   Tadej Pogačar
  -   Elisa Longo Borghini

### Mars
- 01 :  Circuit Het Nieuwsblad (1.UWT)
  -   Søren Wærenskjold
  -   Lotte Claes
- 08 :  Strade Bianche (1.UWT)
  -   Tadej Pogačar
  -   Demi Vollering
- 09-16 :  Paris-Nice (2.UWT)
  -   Matteo Jorgenson
- 10-16 :  Tirreno-Adriatico (2.UWT)
  -   Juan Ayuso
- 22 :  Milan-San Remo (1.UWT)
  -   Mathieu van der Poel
  -   Lorena Wiebes
- 24-30 :  Tour de Catalogne (2.UWT)
  -   Primož Roglič
- 26 :  Classic Bruges-La Panne (1.UWT)
  -   Sebastián Molano
  -   Lorena Wiebes
- 28 :  E3 Saxo Bank Classic (1.UWT)
  -   Mathieu van der Poel
- 30 :   Gand-Wevelgem (1.UWT)
  -   Mads Pedersen
  -   Lorena Wiebes

### Avril
- 02 :  À travers les Flandres  (1.UWT)
  -   Neilson Powless
  -   Elisa Longo Borghini
- 06 :  Tour des Flandres (1.UWT)
  -   Tadej Pogačar
  -   Lotte Kopecky
- 07-12 :  Tour du Pays basque (2.UWT)
  -   João Almeida
- 13 :  Paris-Roubaix (1.UWT)
  -   Mathieu van der Poel
  -   Pauline Ferrand-Prévot
- 20 :  Amstel Gold Race (1.UWT)
  -  Mattias Skjelmose
  -  Mischa Bredewold
- 23 :  Flèche wallonne (1.UWT)
  -   Tadej Pogačar
  -   Puck Pieterse
- 27 :  Liège-Bastogne-Liège (1.UWT)
  -   Tadej Pogačar
  -   Kimberley Le Court de Billot
- 29-04 mai :  Tour de Romandie (2.UWT)
  -   João Almeida

### Mai
- 01 :  Eschborn-Francfort (1.UWT)
  -   Michael Matthews

- 09-01 juin :  Tour d’Italie (2.UWT)
  -   Simon Yates
  -   Elisa Longo-Borghini

### Juin
- 08-15 :  Critérium du Dauphiné (2.UWT)
  -   Tadej Pogačar
- 15-23 :  Tour de Suisse (2.UWT)
  -   João Almeida
- 22 :  Copenhagen Sprint (1.UWT)
  -   Jordi Meeus
  -   Lorena Wiebes

### Juillet
- 05-27 :  Tour de France (2.UWT)
  -   Tadej Pogačar
  -   Pauline Ferrand-Prévôt

### Août
- 02 :  Classique de Saint-Sébastien (1.UWT)
  -   Giulio Ciccone
- 04-10 :  Tour de Pologne (2.UWT)
  -   Brandon McNulty
  -   Chiara Consonni
- 17 :  Cyclassics Hamburg (1.UWT)
  -   Rory Townsend
- 20-24 :  Renewi Tour (2.UWT)

- 23-08 septembre :  Tour d’Espagne
- 30 :  Championnats du monde de VTT

### Septembre
- 12 :  Grand Prix de Québec (1.UWT)
- 14 :  Grand Prix de Montréal (1.UWT)
- 21 :  Championnats du monde de cyclisme sur route

### Octobre
- 11 :  Tour de Lombardie (1.UWT)

- 14-19 :  Tour du Guangxi (2.UWT)

## Décès

### Janvier
- 24 janvier :  Sara Piffer (19 ans)[1]

### Février
- 1er février :  Aidan Worden (18 ans)[2]

- 5 février :  Vito Di Tano (70 ans)[3]

- 25 février :  Piet van Katwijk (74 ans)[4]

### Mars
- 6 mars :  Henri Duez (87 ans)[5]
- 6 mars :  Walter Bucher (98 ans)[6]
- 12 mars :  Klaus Kobusch (83 ans)[7]
- 14 mars :  Peter Hric (59 ans)[8]

### Avril
- 5 avril :  Stéphane Krafft (45 ans)[9]
- 20 avril :  Albertus Geldermans (90 ans)[10]
- 26 avril :  Donato Giuliani (78 ans)[11]

### Mai
- 6 mai :  Enrico Paolini (80 ans)[12]
- 29 mai :  Ludo Dierckxsens (60 ans)[13]

### Juillet
- 3 juillet :  Jacques Marinelli (99 ans)[14]

### Août
- 14 août :  Bernardo Ruiz (100 ans)[15]